# 4012 Geballe
4012 Geballe este un asteroid din centura principală, descoperit pe 7 noiembrie 1978 de Eleanor Helin și Schelte Bus.